# 吴先锋
吴先锋（1950年—），出生于海南乐东县莺歌镇。他任民兵班长期间，曾在西沙自卫反击战中立一等功。第四、五届全国人大常委会委员、第六届全国人大列席代表。

## 生平
1968年，他参加中国人民解放军，1970年加入中国共产党。1971年，他退伍回到原籍，参加农业生产。1972年（或说1973年），他任西沙民兵班长。1974年1月，他参加西沙自卫反击战。永乐群岛战斗结束后，全排36人推选吴先锋为军功人选。2月，广州军区颁发一等功。6月，吴先锋回到老家，通过中国交通部下属海南八所港务局招工，成为一名装卸工。
在江青等人安排下，广州军区和新华社对西沙自卫反击战进行宣传报道。《解放军画报》通讯1974年第10期的摄影作品《西沙民兵》即是广州军区榆林要塞宣传科副科长堂伟拍摄为他的照片。吴先锋由此成名，当选第四届全国人大常委会委员。1975年8月，吴先锋被提拔为八所港务局副书记及副局长、广东省团委副书记。曾任海口港务局党委副书记。
2007年5月，任海口港务局工会主席的吴先锋被医院查出患有“慢性粒细胞白血病”。此后他接近“离岗治疗”，2010年办理退休。退休后，因所在为单位为企业，没有公务员待遇。
2011年，媒体报道称他因患病，家庭贫困，已在海口市爱华汽车广场帮别人看店数年。引发关注后，《南方人物周刊》对吴先锋的采访中，吴先锋表示“我现在已经是黄土埋到半身的人，没多长时间了，反正活一天就白赚一天，不麻烦政府不麻烦人民了，和死去的19个西沙战友相比，我没有死在西沙，没有死在越南人的枪口下，我算得上是比较幸运的。”“网络上说西沙海战英雄患病贫困给人打工，我是觉得‘贫困’这个词太重了。失落是有一点，但我跟太太不喜欢他们（媒体）用‘贫困’这个词……港务局领导看到这些，影响不好”，而个人待遇因从企业退休而低于公务员，“我当了全国人大两届常委，现在什么都没有了。我经常看见现在海南的人大常委在那悠闲地打高尔夫，我什么都没有……”。